# Dariusz Bogdan
Dariusz Bogdan (ur. 15 stycznia 1969 w Ełku) – polski inżynier i urzędnik państwowy, w latach 2007–2014 podsekretarz stanu w Ministerstwie Gospodarki.

## Życiorys
Ukończył studia Wydziale Mechatroniki Politechniki Warszawskiej, uzyskując tytuł zawodowy magistra inżyniera mechatroniki i informatyki. Odbył następnie studia podyplomowe w zakresie telekomunikacji, informatyki i zarządzania na Wydziale Elektroniki i Technik Informacyjnych Politechniki Warszawskiej.
W latach 1993–1999 pracował w Agencji Rynku Rolnego, początkowo jako inspektor, dochodząc do stanowiska pełnomocnika prezesa ds. informatyki. W okresie 1999–2007 pełnił funkcję dyrektora Biura Teleinformatyki ARR. Jednocześnie od 2006 był wykładowcą w Szkole Głównej Gospodarstwa Wiejskiego.
21 grudnia 2007 został podsekretarzem stanu w Ministerstwie Gospodarki. 25 czerwca 2014 złożył rezygnację z tej funkcji.
Od lipca 2014 do grudnia 2015 był wiceprezesem zarządu spółki akcyjnej Gaz-System. W lutym 2017 został prezesem zarządu Parku Naukowo-Technologicznego Polska-Wschód w Suwałkach.
Został odznaczony Srebrnym Krzyżem Zasługi (2000).